# Campionati del mondo di atletica leggera indoor 2012 - Salto in lungo maschile

## Risultati

### Qualificazione
| Pos | Nome                    | Naz                    | #1   | #2   | #3   | Ris  | Note     |
| --- | ----------------------- | ---------------------- | ---- | ---- | ---- | ---- | -------- |
| 1   | Mauro Vinícius da Silva | Brasile (bandiera)     | 7.93 | x    | 8.28 | 8.28 | Q, WL,NR |
| 2   | Luis Felipe Méliz       | Spagna (bandiera)      | 8.10 |      |      | 8.10 | Q, SB    |
| 3   | Henry Frayne            | Australia (bandiera)   | 7.77 | 8.02 |      | 8.02 | Q        |
| 4   | Loúis Tsátoumas         | Grecia (bandiera)      | 8.00 |      |      | 8.00 | Q        |
| 5   | Aleksandr Men'kov       | Russia (bandiera)      | 7.80 | 7.98 | -    | 7.98 | q        |
| 6   | Ndiss Kaba Badji        | Senegal (bandiera)     | 7.88 | 7.93 | x    | 7.93 | q        |
| 7   | Will Claye              | Stati Uniti (bandiera) | x    | 7.91 | -    | 7.91 | q        |
| 8   | Ignisious Gaisah        | Ghana (bandiera)       | 7.77 | 7.79 | 7.89 | 7.89 | q        |
| 9   | Michel Tornéus          | Svezia (bandiera)      | x    | 7.77 | 7.85 | 7.85 |          |
| 10  | Tyrone Smith            | Bermuda (bandiera)     | 7.76 | x    | 7.80 | 7.80 |          |
| 11  | Eusebio Cáceres         | Spagna (bandiera)      | 7.37 | 7.71 | 7.67 | 7.71 |          |
| 12  | Alexandru Cuharenko     | Moldavia (bandiera)    | 7.42 | 7.44 | 7.66 | 7.66 |          |
| 13  | Supanara Sukhasvasti    | Thailandia (bandiera)  | 7.14 | 7.43 | x    | 7.43 |          |
| 14  | Alper Kulaksız          | Turchia (bandiera)     | 7.42 | 7.15 | x    | 7.42 | SB       |
| 15  | Su Xiongfeng            | Cina (bandiera)        | x    | 7.42 | -    | 7.42 | SB       |

### Finale
8 athletes from 8 countries participated. The final started at 18:53 and ended at 20:02.
| Pos | Nome                    | Nazione                | #1   | #2   | #3   | #4   | #5   | #6   | Ris  | Note |
| --- | ----------------------- | ---------------------- | ---- | ---- | ---- | ---- | ---- | ---- | ---- | ---- |
| 1   | Mauro Vinícius da Silva | Brasile (bandiera)     | 7.73 | x    | x    | 7.77 | 8.23 | 8.23 | 8.23 |      |
| 2   | Henry Frayne            | Australia (bandiera)   | 8.17 | x    | x    | x    | 7.89 | 8.23 | 8.23 | AR   |
| 3   | Aleksandr Men'kov       | Russia (bandiera)      | 8.12 | 8.22 | x    | x    | 8.10 | x    | 8.22 |      |
| 4   | Will Claye              | Stati Uniti (bandiera) | 7.78 | x    | 7.98 | x    | 8.04 | x    | 8.04 |      |
| 5   | Ndiss Kaba Badji        | Senegal (bandiera)     | 7.93 | x    | x    | 7.97 | x    | x    | 7.97 | SB   |
| 6   | Loúis Tsátoumas         | Grecia (bandiera)      | 7.88 | x    | x    | x    | 7.49 | 7.77 | 7.88 |      |
| 7   | Ignisious Gaisah        | Ghana (bandiera)       | 7.76 | 7.70 | 7.83 | 7.75 | 7.86 | 7.85 | 7.86 |      |
| 8   | Luis Felipe Méliz       | Spagna (bandiera)      | x    | x    | x    | x    | x    | 7.50 | 7.50 |      |